# Stephen Darby
Stephen Darby, född 6 oktober 1988 i Liverpool, är en engelsk före detta fotbollsspelare (högerback).

## Karriär
Säsongen 2007/2008 var Darby kapten för Liverpools reservlag. Han debuterade för A-laget den 12 november 2008 i en match mot Tottenham i Engelska Ligacupen. Den 9 december debuterade han i UEFA Champions League mot PSV Eindhoven. Darby gjorde ligadebut 20 januari 2010 i en hemmamatch, även då mot Tottenham.
Under hösten säsongen 2010-2011 var Darby utlånad till Notts County.
Den 7 juli 2011 meddelade Liverpool via sin officiella hemsida att Darby lånas ut till Rochdale säsongen 2011-2012.
Den 7 juli 2017 värvades Darby av Bolton Wanderers, där han skrev på ett tvåårskontrakt. Den 18 september 2018 meddelade Darby att han avslutade sin spelarkarriär då han diagnostiserats med motorneuronsjukdom.